# انتخابات مجلس مؤسسان سوریه (۱۹۲۸)
انتخابات مجلس مؤسسان سوریه سال ۱۹۲۸ (به عربی: االانتخابات جمعية تأسيسة 1928)، نخستین انتخابات مجلس نمایندگان در تاریخ سوریه معاصر است. انتخابات پیشین نظیر کنگره ملی سوریه (۱۹۱۸) مستقیم نماینده انتخاب می‌شد. این انتخابات طبق دموکراسی نیابتی دو مرحله‌ای بود، مردم در حوزه‌های انتخاباتی کوچک نمایندگان دست اول را انتخاب می‌کردند و آن نمایندگان در مرحله دوم نمایندگان اصلی را انتخاب می‌کردند. این انتخابات طبق قرارداد قیمومت و تفاهم داماد دی جونل، با چانه‌زنی رئیس وقت تاج‌الدین الحسنی با کمیسر عالی فرانسه بر شام انجام شد. انتخابات منجر به تشکلیل مجلس مؤسسان سوریه شد و این مجلس قانون اساسی سوریه ۱۹۳۰ بنا نهاد.